# Napadacz płaskonogi
Napadacz płaskonogi (Pinthaeus sanguinipes) – gatunek pluskwiaka z podrzędu różnoskrzydłych i rodziny tarczówkowatych. Jedyny z monotypowego rodzaju napadacz (Pinthaeus). Wszystkożerny. Aktywnie poluje na różne owady fitofagiczne, ale uzupełnia dietę sokami roślin. Zamieszkuje liściaste i mieszane lasy strefy umiarkowanej, gdzie przebywa głównie na drzewach. Zasięg ma rozerwany: jedna jego część obejmuje Europę i zachodnią część Azji, druga zaś Daleki Wschód. Wszędzie rzadki. Umieszczany na niektórych lokalnych Czerwonych listach zagrożonych pluskwiaków.

## Taksonomia
Gatunek ten opisany został po raz pierwszy w 1781 roku przez Johana Christiana Fabriciusa jako Cimex sanguinipes. W 1868 Carl Stål umieścił go jako gatunek typowy w nowym podrodzaju Pinthaeus, który w 1870 wyniósł do rangi osobnego rodzaju. W 1911 Géza Horváth opisał na podstawie okazu z Junnanu drugi gatunek z tego rodzaju: Pinthaeus humeralis. W 2013 roku Zhao Qing, Dávid Rédei i Bu Wenjun zsynonimizowali go z gatunkiem typowym, w związku z czym rodzaj Pinthaeus pozostaje taksonem monotypowym.

## Morfologia

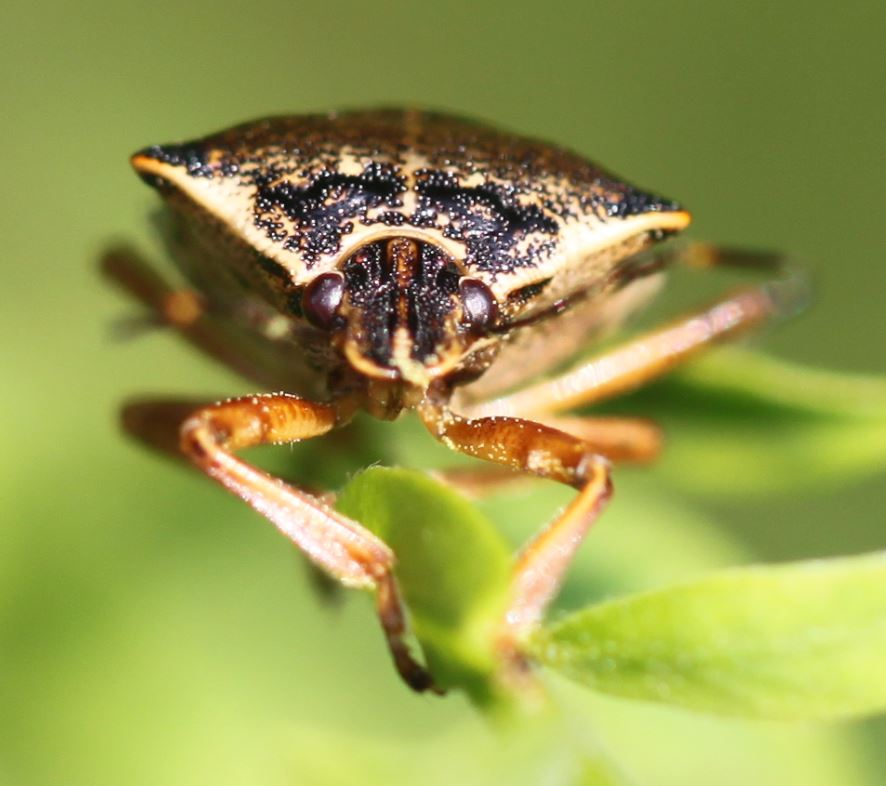
Widok od przodu

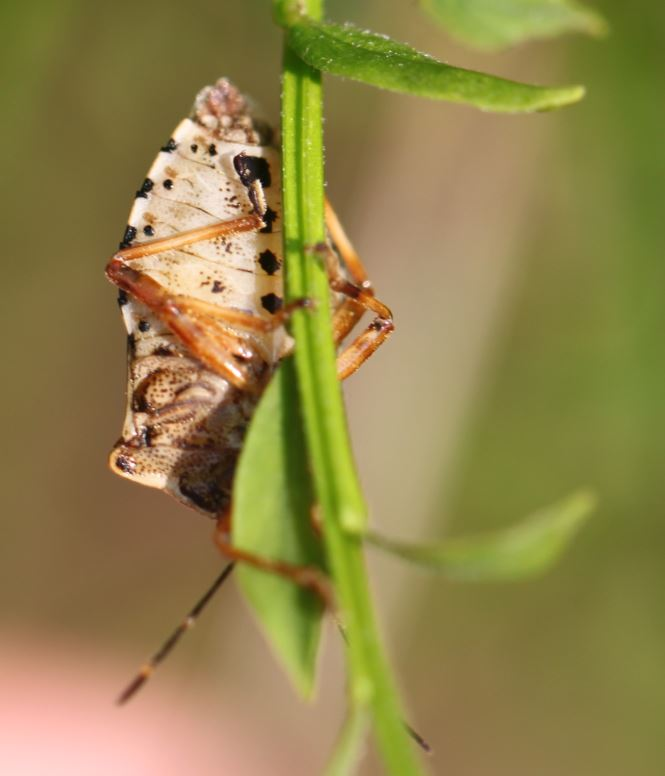
Częściowo widoczny spód ciała

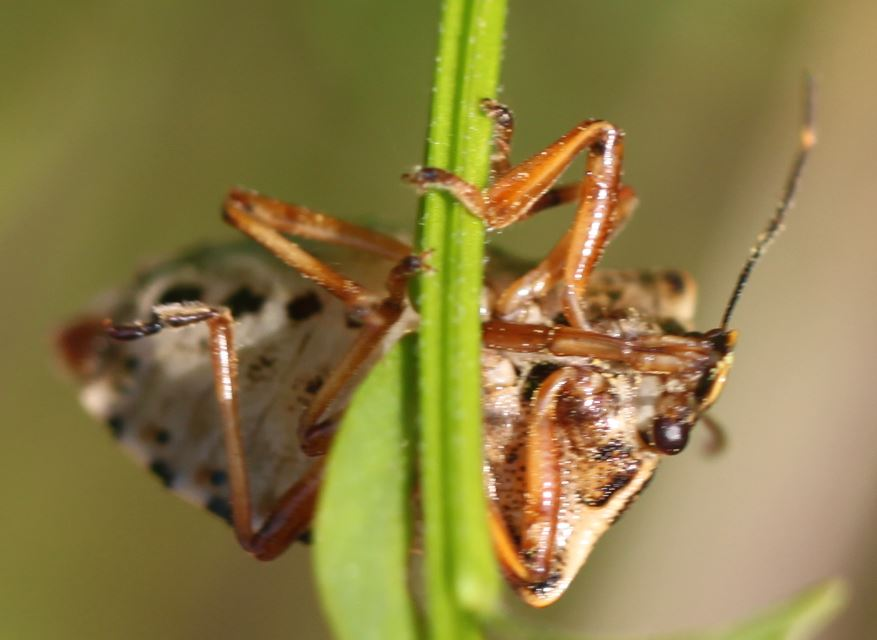
Częściowo widoczny spód ciała

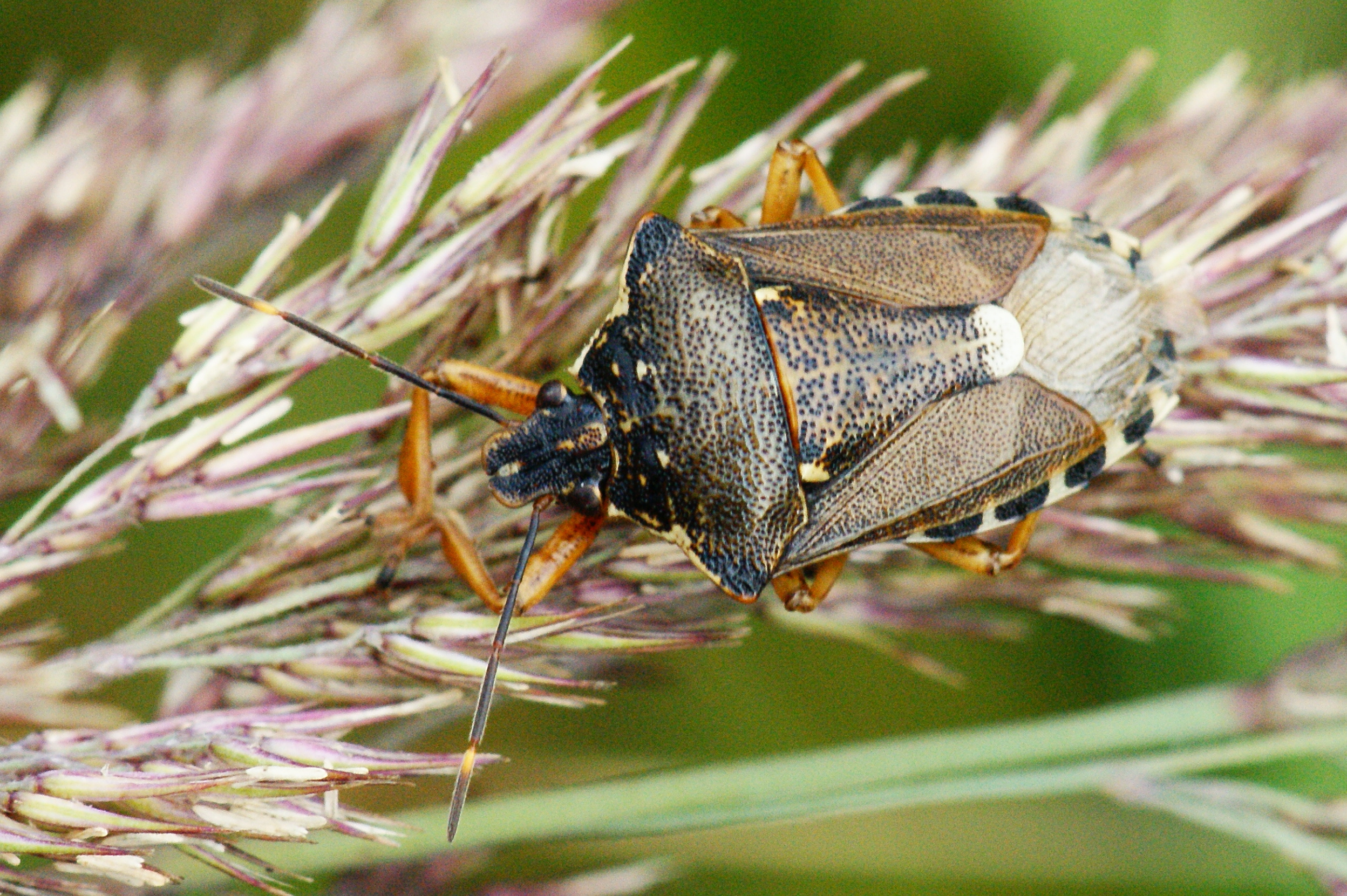
Widok od góry

### Owad dorosły
Średniej wielkości pluskwiak o ciele długości od 14 do 20 mm, przy czym samce są przeciętnie mniejsze od samic. Forma ciała jest owalna w zarysie, słabo wypukła po stronie grzbietowej i silniej wypukła po stronie brzusznej. Oskórek jest matowy wskutek gęstego punktowania i robi wrażenie nagiego. Ubarwienie wierzchu ciała jest ogólnie rudobrązowe lub ciemnobrązowe z czarnym lub brązowym punktowaniem. Spód ciała ma barwę żółtą do rudej; cechuje go gęste, bezbarwne punktowanie oraz regularnie rozmieszczone czarne łaty, uformowane przez kropki tejże barwy.

#### Głowa
Głowa jest czarna, gęsto punktowana i nieco skórzasta, czasami ma na brzegach bocznych i linii środkowej zgrubienia barwy żółtej do czerwonej, które mogą zajmować różną część powierzchni, niekiedy nawet większość jej strony grzbietowej. Głowa jest tak długa jak szeroka lub nieco dłuższa niż szersza, 1,65–1,7 raza szersza niż rozstaw oczu i wyraźnie krótsza od przedplecza. Zbiegające się ku szczytom płytki żuwaczkowe wyraźnie wykraczają poza wgłębiony na wierzchołku i płaski na grzbiecie nadustek. Wysoka i krótka bukula odsunięta jest od szczytu głowy i ma gwałtowne, kanciaste zakończenie na wysokości przedniego brzegu oczu. Od strony grzbietowej dobrze widoczne są małe, trójkątne, skierowane w przód ząbki na wzgórkach czułkowych. Cienkie czułki są wtórnie pięcioczłonowe, wskutek podziału członu drugiego; ubarwione są czarno z żółtymi nasadowymi ⅔ członu ostatniego. Pierwszy ich człon jest kulistawy i sięga do około połowy części zaocznej głowy. Pozostałe człony są walcowate lub niemal walcowate; trzeci i czwarty są podobnej długości i nieco dłuższe od członów powstałych z podziału członu drugiego. Przeciętnych rozmiarów oczy są kulistawe z falistymi brzegami przednio-bocznymi. W pobliżu oczu, ale wyraźnie za ich krawędziami tylnymi leżą niewielkie przyoczka. Część zaoczna jest bardzo krótka, wskutek czego szyja nie jest widoczna. Żółtawa do jasnobrązowej, czteroczłonowa kłujka sięga między biodra tylnej pary, a pierwszy i najkrótszy z jej członów dochodzi do nasady głowy.

#### Tułów
Przedplecze ma 3,1–4,1 mm długości i 6,5–10,2 mm szerokości, będąc od 2,1 do 2,9 raza szerszym niż dłuższym. Rozpiętość proporcji wynika z nadzwyczajnej zmienności w stopniu ukształtowania jego kątów barkowych wśród populacji wschodnioazjatyckich (w populacjach europejskich zmienność jest bardzo mała). Mogą być one wyciągnięte w krótkie do bardzo długich wyrostki barkowe lub niewyciągnięte w ogóle. Przedni płat przedplecza i jego wyrostki barkowe są głównie czarne wskutek gęstego pokrycia czarnymi, zlewającymi się ze sobą punktami. Przednia i boczne krawędzie przedplecza są głęboko wklęśnięte (te drugie kanciasto) i zaopatrzone w zgrubiałości brzegowe barwy żółtej do czerwonej, które mogą się niekiedy rozlewać na większą część przedniego płata. Brzegi płata przedniego są ponadto wyraźnie, tępo ząbkowane. Kąty przednio-boczne przedplecza zwykle zaopatrzone są w drobny ząbek. Tylny płat przedplecza jest brązowy i ma gładkie brzegi.
Tarczka ma 4,3–5,8 mm długości i 4–4,7 mm szerokości. Jest brązowa, u nasady zaopatrzona w parę sublateralnych nabrzmiałości barwy białawej do żółtej. Ku tyłowi tarczka sięga za połowę długości odwłoka, ale jej dość wąsko zaokrąglony wierzchołek jest odległy od wierzchołka przykrywki. Półpokrywy mają brązowej barwy przykrywkę o lekko wypukłej krawędzi wierzchołkowej, brązową międzykrywkę oraz brązowo przydymioną, sięgającą daleko za koniec odwłoka zakrywkę. Przez śródpiersie biegnie dość niskie i tępe żeberko. Zapiersie ma pośrodku rombowatą wyniosłość. Gruczoły zapachowe zatułowia mają słabo wyniesione i wydłużone ujścia, a ewaporatoria mają postać wąskich pasków biegnących po pleurach zatułowia wzdłuż ich całych krawędzi przednich oraz krótko tuż za przetchlinkami.
Podstawowa barwa odnóży może być od żółtobrązowej przez rudą po brązową. Spodnią stronę ud zdobią podłużne łaty żółtej barwy, a golenie środkowej i tylnej pary mają w częściach środkowych żółte obrączkowanie. Spośród ud tylko te pierwszej pary mają kolec, który jest silny i położony przedwierzchołkowo na ich spodniej powierzchni. Golenie przedniej pary mają blaszkowaty brzeg grzbietowy, a te pozostałych par mają na grzbietowej powierzchni rowki. Barwa stóp jest brązowa z czarnym ostatnim członem.

#### Odwłok
Odwłok ma wierzch czarny, a listewkę brzeżną ze środkowymi trzecimi częściami segmentów od trzeciego do szóstego i tylnymi ⅔ segmentu ósmego żółtymi. Kąty tylno-boczne segmentów listewki od trzeciego do siódmego są nieco kanciasto wystające. Krótki, wąski, spiczasty kolec wyrasta z nasady trzeciego sternitu i sięga w przód do bioder tylnej pary.
U samca dziewiąty segment odwłoka jest duży i szeroki, zaś dziesiąty silnie uwsteczniony. Dwie pary sklerytów: grzbietowa i mniejsza brzuszna leżą na błonie między tymi segmentami. Kapsuła genitalna samca ma poprzecznie owalny kształt. Jej brzuszna krawędź jest wcięta pośrodku i zaopatrzona w mały wcisk poniżej wcięcia. Paramera zaopatrzona jest w niemal trójkątne ostrze skierowane w bok oraz krótki i tępy wyrostek grzbietowy. Aparat stawowy fallusa ma płytki podstawowe o częściach nasadowo-bocznych pogrubionych i zaopatrzonych w parę krótkich, skierowanych w przód wyrostków o tępych wierzchołkach. Owe płytki są całkowicie scalone z zespołem mostka podporowego, który to jest rurkowato przedłużony wokół nasieniowodu. Beczułkowata falloteka jest tylko nieco dłuższa od swej średnicy, a jej tarcza oddzielona jest od niej głębokim przewężeniem i ma wierzchołek szeroko zaokrąglony w części brzuszno-bocznej oraz nieco kanciasto wykrojony w części grzbietowej. Pewny stopień zmienności cechuje kształt płata grzbietowo-środkowego, utworzonego z pośrodkowo zlanych i z tyłu szeroko zaokrąglonych, silnie zesklerotyzowanych płytek środkowych penisa. Owe płytki, podobnie jak błoniaste płaty brzuszno-boczne, powstają z podziału drugiego wyrostka błony międzysegmentalnej. Duży, zajmujący większość światła falloteki zbiornik endofallusa ma ujście nasieniowodu położone pośrodku brzusznej powierzchni. Endofallus łączy się z wąskim, poziomo ustawionym, rurkowatym edeagusem za pośrednictwem wąskiego, formującego pętle przewodu endofallicznego.
Końcową część odwłoka samicy cechuje ósmy segment o szeroko zaokrąglonych laterotergitach, odsłoniętych przetchlinkach o szerokich walwiferach z prostymi krawędziami pośrodkowymi. Dziewiąty segment ma walwifery trapezowato scalone i widoczne między laterotergitami. Krótkie gynatrium ma owalny skleryt wokół otworu spermateki i podkowiaste zgrubienie przed nim. Spermateka ma krótkie rozszerzenie z obszarem poprzecznie rowkowanego oskórka ograniczonym do samej nasady oraz silnie zesklerotyzowaną inwaginację dystalną. Proksymalne przewody spermateki są krótkie i cienkie, a dystalne bardzo krótkie.

### Stadia rozwojowe

#### Jajo
Jaja mają około 1,45 mm wysokości i 1,1 mm średnicy. W momencie składania są białe, ale bardzo szybko ciemnieją (gdy samica składa ostatnie jaja pakieciku, pierwsze są już ciemne). Skorupka na górnej powierzchni ma delikatną rzeźbę dzielącą go na pólka. Szczyt jaja zamyka wieczko o ciemnoszarym środku i jasnoszarej obwódce dookoła. Płytka mikropylowa ma postać pierścienia, robi wrażenie ciemnej i zawiera od 10 do 14 mikropyli, których wierzchołki są białego koloru. Poniżej pierścienia mikropylowego biegnie jasnoszara przepaska. Reszta powierzchni jaja jest ciemnoszara z wyjątkiem położonego na jednym z jego boków jasnoszarego znaku o kształcie szerokiego sierpa otwartego ku dołowi. Jaja w pakieciku są poprzyklejane do siebie i do podłoża za pomocą czarniawej wydzieliny.

#### Larwa
Występuje pięć stadiów larwalnych (nimf). Ogólnie larwy mają wklęśnięte krawędzie boczne płatów żuwaczkowych. Pierwsze stadium ma ciało długości około 2,1 mm o częściach zesklerotyzowanych ciemnobrązowych, a oczach i częściach błoniastych odwłoka czerwonych. Ponadto cechuje się ono szczecinkowatym kolcem na spodzie przedniej pary goleni. Drugie stadium ma ciało długości około 3,2 mm, przy czym znacznemu powiększeniu ulegają części zesklerotyzowane odwłoka. Trzecie stadium ma ciało długości około 5 mm. W stadium tym barwa czerwona na odwłoku ulega redukcji do postaci punktów, a na tułowiu, bokach odwłoka i odnóżach pojawiają się białe znaki. W stadium piątym długość ciała wynosi około 7,5 mm, a białe elementy ubarwienia zajmują więcej powierzchni. Piąte stadium ma około 10 mm długości ciała, a białe ubarwienie pojawia się u niego również na czułkach. W czwartym i piątym stadium ich nadustek jest zwężony u wierzchołka, golenie są ciemne z jasnym obrączkowaniem, a spód przednich ud zaopatrzony jest w wyraźny ząb przedwierzchołkowy. W stadium trzecim ząb ów zastąpiony jest guzowatością, która jest zawsze większa niż analogiczne na udach środkowej i tylnej pary. Stadia od drugiego do piątego mają na drugim tergicie odwłoka czarne, poprzeczne plamy szerokością niemal dorównujące szerokości ewaporatorium wokół ujść grzbietowych gruczołów zapachowych trzeciego segmentu odwłokowego.

## Biologia i ekologia
Ciepłolubny owad nadrzewny (arborikol), związany głównie z mezofilnymi lasami liściastymi i ich pobrzeżami, choć w górach Bułgarii notowany zarówno ze strefy buka jak i sosny. Zasięg pionowy w Czechach i Słowacji wynosi od 170 do 600 m n.p.m. W Polskich Beskidach Wschodnich spotykany jest m.in. w żyznych buczynach niżowych, żyznych buczynach karpackich, grądach środkowoeuropejskich i grądach subkontynentalnych. Obserwuje się go m.in. na brzozach, bzach, bukach, dębach, grabach, jałowcach, jarzębinie, klonach, leszczynach, lipach, olszach, sosnach, śliwach, świerkach, topolach i wierzbach, a czasem też na krzewach, np. jeżynach, i roślinach zielnych, np. wiązówkach i pokrzywie zwyczajnej. Szczególnie często notowany jest na olszy czarnej.
Pluskwiak ten jest wszystkożerny, ale głównie owadożerny. Larwy pierwszego stadium ssą liście i krople wody. Pozostałe stadia są drapieżne, ale regularnie uzupełniają dietę ssąc soki roślin. Ofiara jest przebijana kłujką, paraliżowana i wysysana. Zdarza im się też wysysać martwe owady, a przy braku innego pokarmu obserwowano u larw kanibalizm. Do ofiar należą głównie larwy, ale także jaja i poczwarki fitofagów: motyli, błonkówek (w tym pilarzowatych), muchówek oraz chrząszczy z rodziny stonkowatych. Odnotowano też jego żerowanie na postaciach dorosłych motyli. Wśród gatunków motyli, na których żeruje, wymienia się m.in.: brudnicę nieparkę, lotnicę zyskę, oprzędnicę jesienną, strzygonię choinówkę, szczotecznicę szarawkę, wieczernicę szczawiówkę i wieczernicę topolówkę. Spośród stonkowatych wymienia się rynnicę topolową, nieoznaczoną złotkę oraz hurmaka olchowca, jednak żerowanie na tym ostatnim jest niepewne. Obserwowano liczne pojawy napadacza na olchach silnie opadniętych przez hurmaki, ale nie zaobserwowano samego żerowania, a próba karmienia larwami hurmaków w warunkach laboratoryjnych nie powiodła się.
Cykl życiowy jest jednoroczny. Zimują owady dorosłe, a sporadycznie także nimfy. Opuszczanie zimowisk następuje w maju lub czerwcu. Trwające kilka godzin kopulacje odbywają się najliczniej w maju. Składanie jaj ma miejsce na wierzchniej stronie liści od początku czerwca. Jedna z obserwowanych samic złożyła 10 pakiecików, zawierających od 32 do 62 jaj, oraz 11 pakiecik, zawierający 8 jaj. Klucie następuje około 12 dni po złożeniu, a rozwój larwalny trwa około 23 dni. Dorosłe nowego pokolenia pojawiają się w końcu lipca i na początku sierpnia.

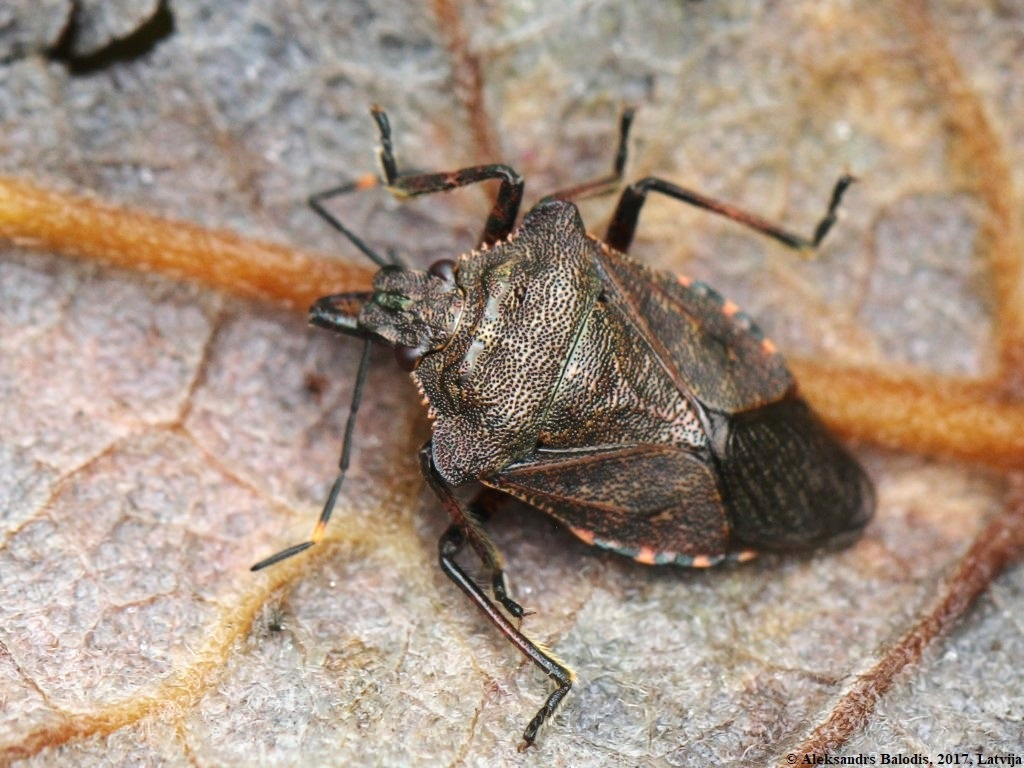
Przypuszczalnie konkurencyjny dla napadacza zawadzik leśniczek

W Europie Środkowej niszę drapieżnych, nadrzewnych tarczówek zajmują również częstsze i podobnie się zachowujące: zawadzik leśniczek (Troilus luridus) i wojnica drapieżna (Arma custos), które stanowią prawdopodobnie konkurencję dla napadacza.

## Rozprzestrzenienie
Gatunek palearktyczny o rozerwanym, bicentrycznym zasięgu, określanym jako europejsko-wschodnioazjatycki typ rozsiedlenia i związanym z zasięgiem liściastych i mieszanych lasów strefy umiarkowanej.
W Europie sięga od północy Półwyspu Iberyjskiego na zachodzie po Ural na wschodzie. Północna granica jego zasięgu biegnie na tym kontynencie przez północ Francji, Holandię, Rugię, Polskę i Litwę. Jednokrotnie odnotowany był w Danii, ale prawdopodobnie nie należy do jej fauny rodzimej. Na południe sięga północnych Włoch i południowo-wschodnich Bałkanów. Szeroko rozprzestrzeniony jest na Nizinie Wschodnioeuropejskiej. W sumie znany jest na tym kontynencie z Portugalii, Hiszpanii, Francji, Belgii, Holandii, Niemiec, Danii, Szwajcarii, Austrii, Polski, Czech, Słowacji, Węgier, Litwy, Ukrainy, Rosji z obwodem królewieckim włącznie, Słowenii, Chorwacji, Bośni i Hercegowiny, Serbii, Rumunii, Mołdawii, Macedonii Północnej, Grecji. Błędnie wykazywany był z Anglii i Sycylii. W zachodniej części Azji występuje od północnej Turcji przez rejon Kaukazu i Zakaukazia (południowa Rosja, Gruzja i Azerbejdżan) aż po nadkaspijską część Iranu (ostan Gilan); ponadto znany jest z pojedynczej lokalizacji na zachodzie Syberii – obwodu kurgańskiego u podnóży Uralu. Niepewne dane pochodzą z Syrii, a wątpliwe są doniesienia z Izraela i Palestyny.
W Azji Wschodniej rozprzestrzeniony jest od Kotliny Syczuańskiej i rejonów wyżynnych Junnanu i Kuejczou przez większą część Chin (w tym Nizinę Mandżurską), Półwysep Koreański (Korea Północna i Południowa), Daleki Wschód Rosji (Żydowski Obwód Autonomiczny i Kraj Nadmorski) oraz japońskie wyspy Honsiu, Kiusiu i Sikoku. Prawdopodobnie występuje także na Hokkaido. Szczegółowo w Chinach odnotowano go w: Anhui, Chongqingu, Fujianie, Gansu, Hebei, Heilongjiangu, Henanie, Hunanie, Jiangxi, Jilinie, Junnanie, Kuangsi, Kuejczou, Liaoningu, Mongolii Wewnętrznej (rekord wymagający potwierdzenia), Ningxia, Shanxi, Shaanxi, Syczuanie, Szantungu i Tybecie.
Taki typ rozsiedlenia przypuszczalnie spowodowany jest wycofaniem się w chłodnym i zimnym wczesnym plejstocenie gatunku do dwóch refugiów: w rejonie śródziemnomorskim i południowych Chinach i ponownym rozprzestrzenianiem z nich w okresie polodowcowym.
W całym zasięgu występowania napadacz jest owadem rzadko spotykanym. W niektórych rejonach Europy liczebność jego populacji wykazuje długookresowe wahania o nieznanym podłożu. Notuje się nawet zaniki tego gatunku na okres kilku dekad, np. w Czechach notowano go pod koniec XIX wieku, zaniknął na okres trzech początkowych dekad wieku XX, licznie był notowany w latach 40. i 50., zniknął na kolejne trzy dekady, po czym znów jest liczniej notowany od lat 90. Większość danych ze Słowacji pochodzi sprzed 1897, natomiast te z XX wieku są nieliczne i dotyczą głównie jego II połowy. Ze względu na nieznajomość przyczyn takiej sytuacji pominięto go na Czerwonych listach zagrożonych bezkręgowców Czech i Słowacji.
W Polsce gatunek znany z kilkunastu stanowisk na południu kraju oraz kilku w jego części północnej i zachodniej. W Niemczech również rozprzestrzeniony jest głównie na południu, a na północy odnotowany w Berlinie i na Rugii. Umieszczono go na lokalnych Czerwonych listach zagrożonych pluskwiaków różnoskrzydłych w Badenii-Wirtembergii i Saksonii-Anhalcie. Podobnie postąpiono w Dolnej Austrii.

## Znaczenie gospodarcze

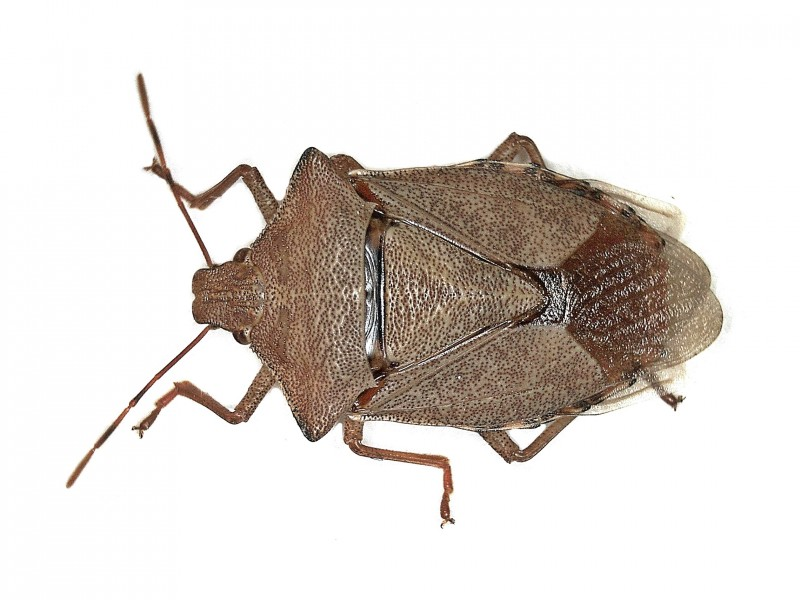
Częstsza od napadacza, zajmująca podobną niszę wojnica drapieżna.

W czasie liczniejszych pojawów owad ten może odgrywać pożyteczną rolę w gospodarce leśnej, biorąc udział w ograniczaniu liczebności szkodliwych foliofagów z takich gatunków jak brudnica nieparka czy hurmak olchowiec. Jego wydajność jest jednak znacznie mniejsza niż pokrewnej i wykazującej podobne zachowanie wojnicy drapieżnej.